# Cercanías Murcie/Alicante
Cercanías Murcie/Alicante est le système de transport urbain par chemin de fer reliant Alicante et Murcie aux villes de leur agglomération et jusqu'à la Province d'Almería. Ce réseau de banlieue comparable à un réseau express régional, est intégré au service espagnol de Cercanías, et est de ce fait exploité par Renfe Operadora, sur les infrastructures d'ADIF. Il existe actuellement trois lignes et près de 29 gares.

## Voies et matériel roulant
Le réseau est à majorité non électrifiée et à voie unique, à l'exception de la ligne C-3 entre la gare de l'Université d'Alicante et Sant Vicente del Raspeig Centre où elle emprunte la ligne RENFE Madrid-Alicante
Le parc du réseau est partiellement partagé avec celui des Cercanías Valence, et dispose d'automotrices 592.

## Réseau actuel
| Ligne | Terminus                               | Stations | Tracé |
| ----- | -------------------------------------- | -------- | ----- |
|       | Murcie Del Carmen - Alicante Terminal  | 11       |       |
|       | Murcie Del Carmen - Águilas            | 14       |       |
|       | Alicante Terminal - Sant Vicent Centre | 3        |       |
|       | Cartagena - Los Nietos                 | 15       |       |

## Lignes
Le réseau est composé de trois lignes. La principale est la ligne C-1, qui relie les villes d'Alicante et Murcie, en passant par Elche et Orihuela, la ligne C-2 relie la ville de Murcie, Lorca et jusqu'à Aguilas, où la fréquence des trains est beaucoup plus petite. Quant à ligne C -3, elle relie la ville d'Alicante à San Vicente del Raspeig en passant par l'Université d'Alicante.

### Ligne C-1
La ligne de chemin de fer reliant les villes d'Alicante et de Murcie a été construite à la fin du XIXe siècle.
| Gare de Murcie Del Carmen - Gare Terminal d'Alicante |                   |      |
| Gares desservies                                     | Commune           | Zone |
| ---------------------------------------------------- | ----------------- | ---- |
| Murcie Del Carmen                                    | Murcie            | 1    |
| Beniaján                                             | Murcie            | 1    |
| Torreagüera                                          | Murcie            | 1    |
| Los Ramos-Alquerías                                  | Murcie            | 1    |
| Beniel                                               | Beniel            | 2    |
| Orihuela                                             | Orihuela          | 2    |
| Callosa de Segura                                    | Callosa de Segura | 2    |
| Albatera-Catral                                      | Albatera-Catral   | 3    |
| Crevillent                                           | Crevillent        | 3    |
| Elche Carrús                                         | Elche             | 4    |
| Elche Parque                                         | Elche             | 4    |
| Torrellano                                           | Elche             | 5    |
| Saint Gabriel                                        | Alicante          | 5    |
| Alicante Terminal                                    | Alicante          | 6    |

Le temps de parcours moyen entre Alicante et Murcie est de 1 heure et 20 minutes environ.
La ligne est complètement enterrée lors de son passage à travers la ville d'Elche, dans un tunnel urbain de 5,5 kilomètres de longueur, avec l'arrêt 2 arrêts intermédiaires à Elche Carrús et la station Elche Parque toutes 2 souterraines.
Elle a une longueur de 71,1 km
Le 15 juin 2008 a été supprimé l'arrêt au station Beniaján, Torreagüera et Los Ramos

### Ligne C-2
| Gare de Murcie Del Carmen - Aguilas |                  |      |
| Gares desservies                    | Commune          | Zone |
| ----------------------------------- | ---------------- | ---- |
| Murcie Del Carmen                   | Murcie           | 1    |
| Alcantarilla                        | Alcantarilla     | 1    |
| Librilla                            | Librilla         | 3    |
| Alhama de Murcia                    | Alhama de Murcia | 3    |
| Totana                              | Totana           | 4    |
| La Hoya                             | Lorca            | 5    |
| Lorca San Diego                     | Lorca            | 6    |
| Lorca Sutullena                     | Lorca            | 6    |
| Puerto Lumbreras                    | Puerto Lumbreras | 6    |
| Almendricos                         | Lorca            | 7    |
| Pulpí                               | Pulpí            | 7    |
| Jaravía                             | Pulpí            | 7    |
| Águilas El Labradorcico             | Águilas          | 7    |
| Águilas                             | Águilas          | 7    |

Le temps de parcours moyen entre Murcie et Lorca est de 50 minutes et de 1h50 jusqu'à Aguilas
Seuls trois trains par jour circulent sur tout le parcours jusqu'à Aguilas. Le reste des trains s'arrête dans la localité de Lorca.
En été la RENFE augmente la fréquence des trains

### Ligne C-3
| Gare Terminal d'Alicante - San Vicente del Raspeig |                         |      |
| Gares desservies                                   | Commune                 | Zone |
| -------------------------------------------------- | ----------------------- | ---- |
| Alicante Terminal                                  | Alicante                | 6    |
| Université d'Alicante                              | San Vicente del Raspeig | 6    |
| Sant Vicent Centre                                 | San Vicente del Raspeig | 7    |

Le temps de parcours est d'environ 12 minutes entre les 2 stations

## Avenir du réseau
Il est prévu que la ligne C-3 soit prolonger jusqu'à Villena lorsque de la mise en service de la ligne à grande vitesse qui va relier Madrid/Albacete à Alicante.
Il est aussi prévu d'assurer l'interconnexion avec le Tramway d'Alicante à la gare terminal d'Alicante et Tramway de Murcie avec la gare d'El Carmen.

La fréquentation est de plus en plus importante en raison de la forte croissance démographique des provinces d'Alicante et de Murcie. Les usagers manifestent de plus en plus l'augmentation des fréquences. De plus le gouvernement prévoit un doublement de la voie ainsi que l'électrification et l'amélioration des trains. 

Selon les statistiques en 2005, cette ligne a été utilisée par près de 2,9 millions de passagers et en 2006, la ligne aurait atteint les 3,8 millions de voyageurs, avec une augmentation de 4,5 %. Certaines études montrent que lorsque le doublement et l'électrification de la ligne sera en service le nombre d'utilisateurs sera multiplié par 7.
Les habitants de la Région de Murcie demande également la création d'une autre ligne entre Murcie et Carthagène afin d'améliorer les échanges, utilisés quotidiennement par les étudiants et les personnes actives.